# Mikoyan-Gurevich I-3
Mikoyan-Gurevich I-3 là chương trình đầu tiên trong ba chương trình mẫu thử tiêm kích có quan hệ mật thiết với nhau, được phát triển bởi viện thiết kế Mikoyan-Gurevich tại Liên Xô vào thập niên 1950 – bắt đầu với I-3, tiếp tục với I-7 và kết thúc là I-75.

## Tính năng kỹ chiến thuật (I-3U)
Đặc tính tổng quan
- Chiều dài: 15,78 m (51 ft 9 in)
- Sải cánh: 8,98 m (29 ft 6 in)
- Diện tích cánh: 30 m2 (320 foot vuông)
- Trọng lượng rỗng: 6.447 kg (14.213 lb)
- Trọng lượng có tải: 8.600 kg (18.960 lb)
- Trọng lượng cất cánh tối đa: 10.028 kg (22.108 lb)
- Động cơ: 1 × Klimov VK-3 động cơ phản lực turbo, 82,37586 kN (18.518,83 lbf) thrust

Hiệu suất bay
- Vận tốc cực đại: 1.960 km/h (1.218 mph; 1.058 kn)
- Tầm bay: 1.290 km (802 mi; 697 nmi)
- Trần bay: 18.800 m (61.680 ft)

Vũ khí trang bị

- Súng: 2x pháo Nudelman-Richter NR-30 30 mm